# Brent Fisher
Brent Fisher (Christchurch, 6 luglio 1983) è un ex calciatore neozelandese, di ruolo attaccante.

## Carriera

### Nazionale
Ha partecipato alla Coppa delle nazioni oceaniane del 2004.

## Palmarès

### Club

#### Competizioni nazionali
- Campionato neozelandese: 1

Waitakere United: 2009-2010